# Ciastko z krabem

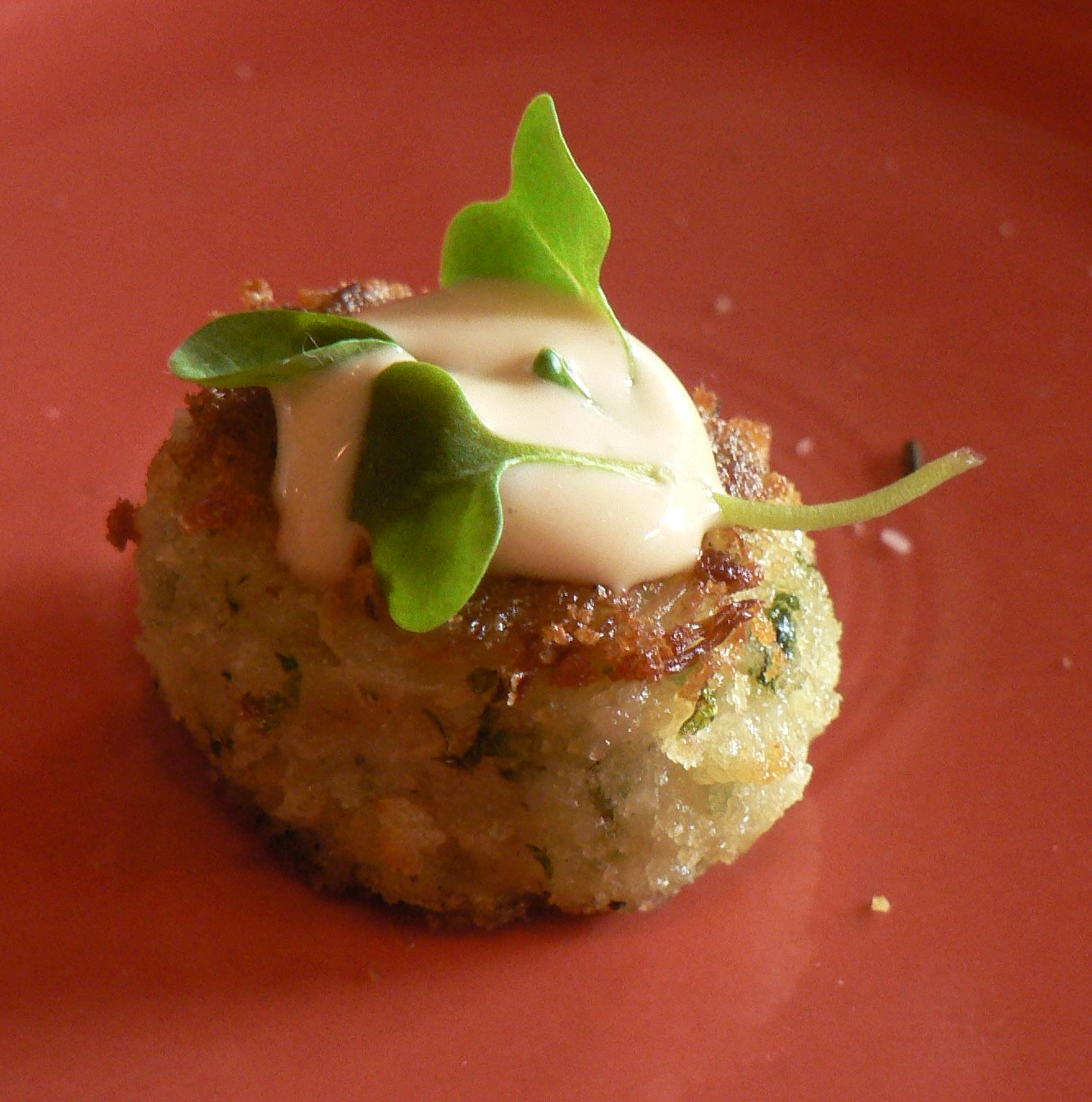
Ciastko z krabem

Ciasto z krabem (ang. Crab cake) – amerykańskie danie składające się z mięsa kraba oraz innych składników, takich jak bułka tarta, mleko, majonez, jajka, cebula i przyprawy. W niektórych przypadkach dodaje się inne składniki, takie jak papryka i rzodkiew. Następnie ciastko jest smażone, pieczone lub grillowane. 
Ciastka z kraba są tradycyjnie związane z okolicami zatoki Chesapeake, w szczególności stanu Maryland i miasta Baltimore.